# L'hostal de la Glòria
L'hostal de la Glòria és un poema dramàtic en tres actes, original de Josep Maria de Sagarra, estrenat al teatre Romea de Barcelona, el 7 d'octubre de 1931, i guardonat amb el primer Premi Ignasi Iglésias el 1932.

## Repartiment de l'estrena
- Glòria: Maria Vila
- Roser: Antònia Morató
- Gertrudis: Empar Ferràndiz
- Angeleta: Emma Alonso
- Senyora Flora: Àngels Guart
- Andreu: Pius Daví
- Forcadell: Antoni de Guimbernat
- Rupit: Pere Ventayols
- Torelló: Eduard Cabré
- Setpervuit: Lluís Carratalà
- Santaló: Pere Martí
- El senyor Ventós: Joaquim Vinyas